# Олення (Волгоградська область)
Олення (рос. Оленье) — село у Дубовському районі Волгоградської області Російської Федерації.
Населення становить 1038  осіб. Входить до складу муніципального утворення Оленівське сільське поселення.

## Історія
Село розташоване у межах українського історичного та культурного регіону Жовтий Клин.
Згідно із законом від 14 березня 2005 року № 1026-ОД органом місцевого самоврядування є Оленівське сільське поселення.

## Населення
| 2010 | 2012 | 2013  | 2014  | 2015  | 2016  | 2017  |
| ---- | ---- | ----- | ----- | ----- | ----- | ----- |
| 1012 | ↘997 | ↗1025 | ↗1061 | ↘1049 | ↘1048 | ↘1038 |